# Acquasanta (liturgia)

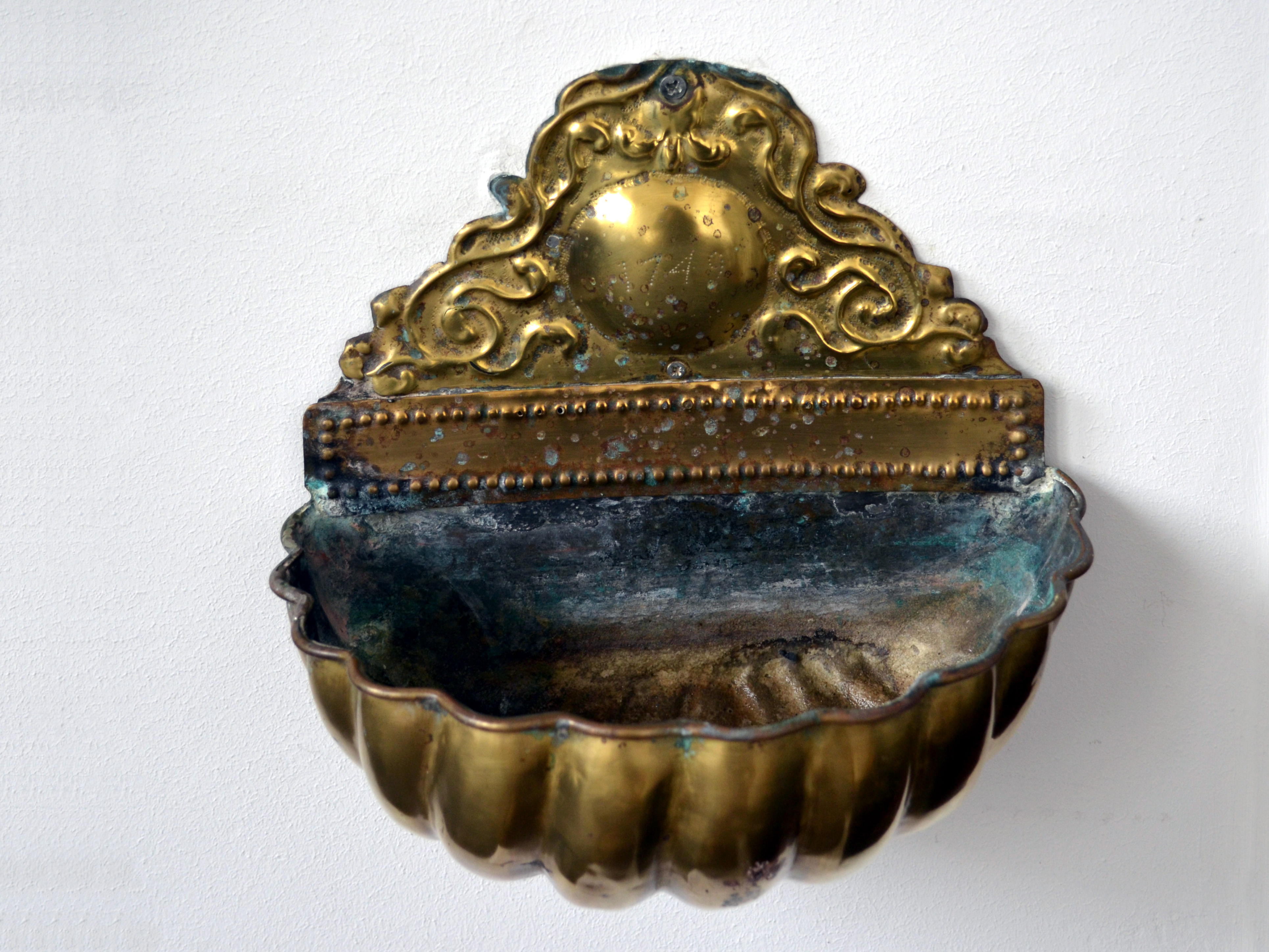
Acquasantiera metallica a Eupen (Belgio)

L'acqua benedetta, acquasanta, acqua santa o acqua lustrale è acqua che è stata benedetta da un ministro della Chiesa, un vescovo o un presbitero o un diacono.

## Uso

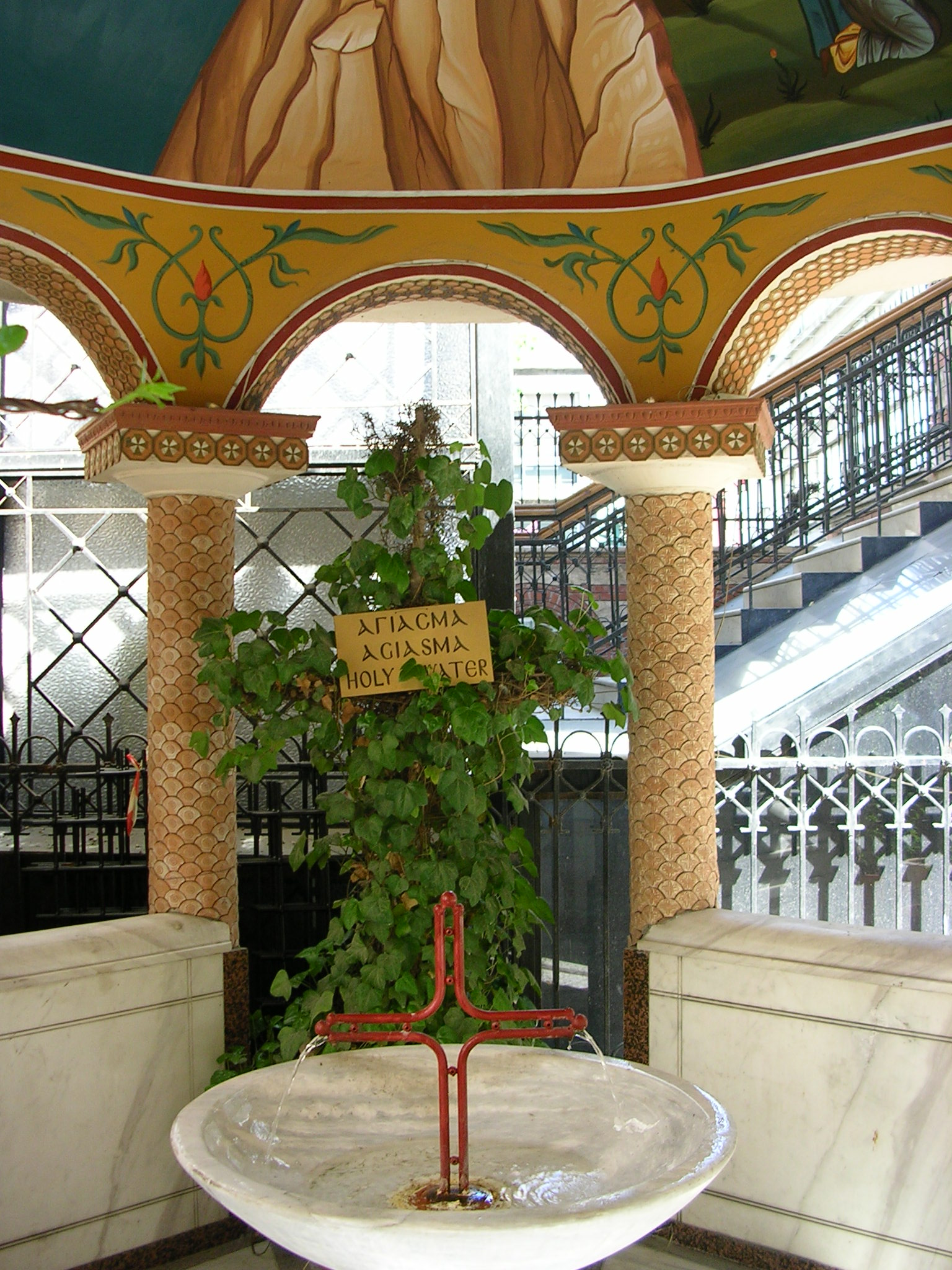
Fontana di acqua benedetta a Tessalonica

In alcune tradizioni cristiane, l'acqua santa si usa per il battesimo oppure per la benedizione di luoghi, cose o persone. Quando l'oggetto da benedire è di una certa dimensione o la benedizione riguarda numerose persone l'acquasanta viene spesso sparsa (aspersa) tramite un aspersorio. Si usa nella liturgia cattolica, ortodossa, vetero-cattolica, anglicana e di altre Chiese.
Si trova spesso nell'ingresso delle chiese in un'acquasantiera.
Viene usata dagli esorcisti per "liberare" le persone dai presunti demòni ed è per questo chiamata anche acqua esorcizzata. Trova impiego nell'aspersione dei defunti durante la celebrazione del rito delle esequie.

## Origine
Il suo uso al momento dell'ingresso di un devoto in una chiesa (luogo deputato alla celebrazione della Messa) deriva dalla tradizione Romana precristiana che imponeva ai partecipanti a una cerimonia sacra l'acquisizione preventiva dello stato di purità rituale. Il Cristianesimo semplificherà in modo sensibile la pratica, limitando il formale lavacro del corpo all'immersione della punta delle dita della mano destra nell'acqua benedetta contenuta nell'acquasantiera nei pressi dell'ingresso della chiesa, con la quale il fedele traccerà poi su se stesso il segno della croce. 
Anche nelle altre occasioni, l'acqua benedetta assolve alla funzione di formale purificazione rituale del partecipante.